# Armillaria luteobubalina
Armillaria luteobubalina é um fungo que pertence ao gênero de cogumelos Armillaria na ordem Agaricales.